# Klokan Doriův
Klokan Doriův (Dendrolagus dorianus) je druh stromového klokana, který obývá montánní pralesy v jihovýchodní části Papui Nové Guineje.

## Systematika
Druh popsal australský zoolog Edward Pierson Ramsay v roce 1883. Ramsay tehdy pracoval v Australském muzeu a kůže klokana Doriova se k němu dostala společně se zásilkou kůží novoguinejských ptáků, kterou odkoupilo Australské muzeum od dealera kůží. Ramsay byl primárně ornitologem a nový druh klokana proto popsal jen velmi stručně, z čehož se vyvozuje, že o nový druh neměl velký zájem. Ramsay ostatně přiřadil nově objevenému klokanovi druhové jméno dorianus k uctění Giacoma Doria, jehož publikace o papuánských ptácích Ramsay obdivoval.

## Popis
Tento statný stromový klokan dosahuje délky těla kolem 51–78 cm, ocas měří 44–66 cm a váha těla se pohybuje kolem 6,5–14,5 kg. Dlouhá hustá srst je většinou hnědá, uši jsou černé, ocas je světle hnědý až krémový. Čumák je zakulacený a osrstěný. Horní končetiny jsou takřka tak dlouhé jako ty spodní, a všechny čtyři jsou vybaveny silnými drápy, které klokanovi dobře slouží ve šplhání po stromech.

## Výskyt a stanoviště
Klokan Doriův je endemický pro Novou Guineu, kde se vyskytuje na jihozápadě ostrova v horských deštných pralesích v nadmořských výškách 600–3650 m n. m.

## Biologie
Jedná se o nočního živočicha a jednoho z největších stromových klokanů. Žije samotářským životem v korunách stromů, kde se umí umě pohybovat. Živí se býložravě, pojídá různé listy, pupeny, květy a ovoce. Březost trvá kolem 30 dní. Samice rodí pouze jedno mládě, které stráví ve vaku kolem 10 měsíců.

## Ohrožení
Mezinárodní svaz ochrany přírody druh hodnotí jako zranitelný. Hlavní příčinou ohrožení jsou místní domorodci, kteří s pomocí psů loví klokany Doriovy pro jejich maso. Lov se rozmáhá s tím, jak se v pralesích budují nové cesty, které umožňují snazší přístup do odlehlých oblastí.